# Johanna Meier-Michel
Johanna Aloisia Meier-Michel  (* 21. Juni 1876 in Böhmisch Leipa; † April 1945 ebenda) war eine österreichische Bildhauerin und Kunstgewerblerin.

## Leben
Johanna Michel besuchte von 1899 bis 1901 Modellierkurse an der Wiener Kunstschule für Frauen und Mädchen. Dort gehörte sie zu den wenigen dokumentierten Schülerinnen des Bildhauers Richard Kauffungen, der insbesondere Wert auf die Entwicklung ihrer zeichnerischen Fähigkeiten legte. Von 1901 bis 1905 setzte sie ihre Studien an der Kunstgewerbeschule Wien fort, wo sie Metallplastik bei Stefan Schwartz und Emailkunst bei Adele von Stark erlernte. Sie unternahm Studienreisen nach München, Paris und Italien.
1905 heiratete sie den Bildhauer und Kunstgewerbler Emil Meier (1877–1958), der ebenfalls aus Böhmen stammte und bei Schwartz studiert hatte. Im gleichen Jahr richteten sie ein gemeinsames Atelier in der Seidlgasse 14 in Wien ein. Sie beschickten auch zusammen Ausstellungen, was das eindeutige Zuschreiben einiger ihrer Keramiken erschwert. Neben den in ihrem Atelier entstehenden Arbeiten, vorwiegend figürliche Bronzeplastiken, schuf Meier-Michel Entwürfe für die Wiener Kunstkeramische Werkstätte Busch & Ludescher und die Wiener Manufaktur Friedrich Goldscheider.
1910 wurde Meier-Michel Mitglied der im gleichen Jahr gegründeten Vereinigung bildender Künstlerinnen Österreichs und entwarf für deren erste Ausstellung Werbeplakat und Reklamemarke. Sie engagierte sich dort im Arbeitsausschuss und gehörte der Hängekommission und Jury an. Über die VBKÖ kam sie in Kontakt mit Förderern wie den Fürsten von Liechtenstein, der ihr 1913 eine Reihe von Werken abkaufte. Mit anderen Mitgliedern der VBKÖ war sie von 1915 bis 1920 in der nur von Frauen betriebenen Keramischen Werkgenossenschaft tätig, die 1911 von Helena Johnová, Ida Schwetz-Lehmann und Rosa Neuwirth gegründet worden war. Dort entstanden insbesondere Kleinkeramiken, Nippesfiguren, Tafelgeschirr und Tischdekorationen. Mit deren Verkauf sollte die wirtschaftliche Situation der Künstlerinnen verbessert werden. Meier-Michel war außerdem Mitglied des Österreichischen Werkbundes (ab 1912) und des Metznerbundes in Böhmen. Sie beschickte regelmäßig Ausstellungen in Wien, insbesondere die der VBKÖ.
Während des Zweiten Weltkrieges wurde das Haus des Künstlerpaares Meier durch Bomben beschädigt, so dass sie 1944 nach Böhmisch Leipa zogen, dem Geburtsort von Johanna Meier-Michels. Dort starb sie im April 1945. Emil Meier heiratete 1947 die Kunsthandwerkerin Therese Trethan.

## Werk

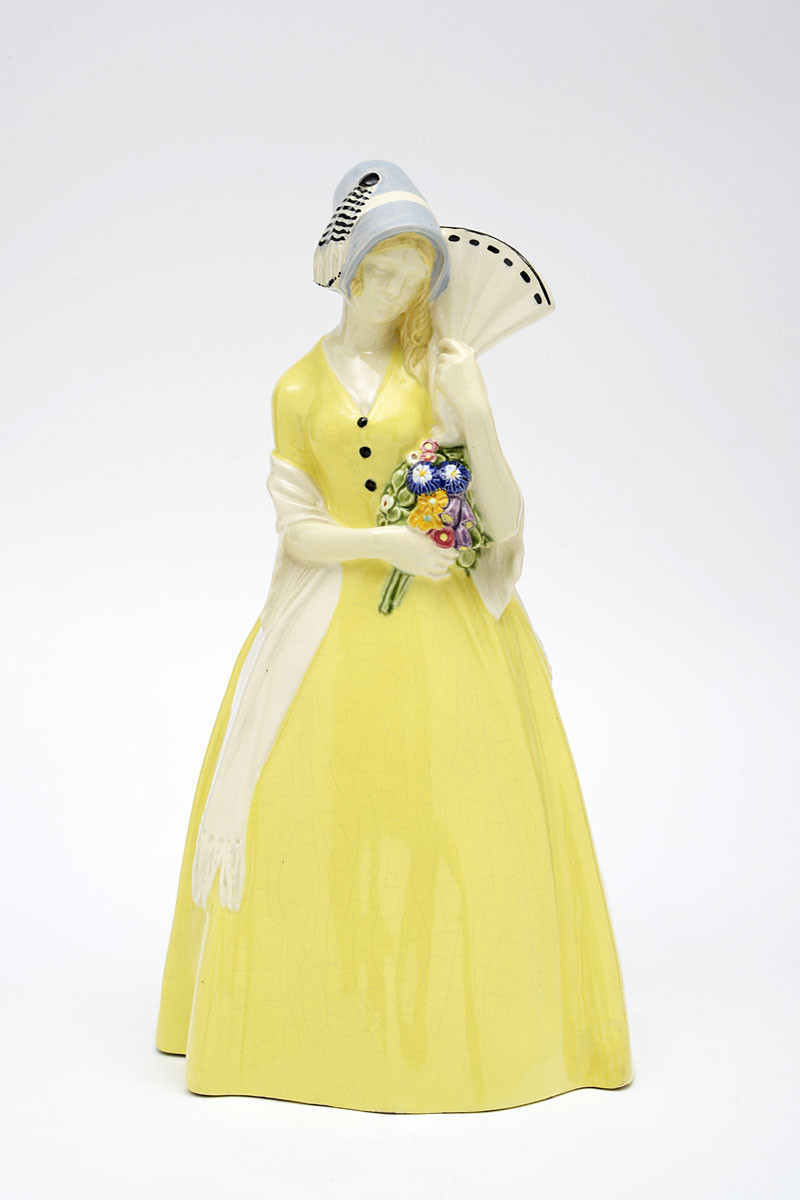
Statuette der Jahreszeiten (Frühling), glasiertes Steingut, um 1910, Museum für Kunst und Gewerbe Hamburg

Meier-Michel wirkte als Bildhauerin, Kunstgewerblerin und Keramikerin. Sie schuf vor allem Kleinplastiken in Bronze und Keramik, Emailarbeiten in Verbindung mit Plastik sowie Reliefs und Porträts in farbigem Wachs. Ein Schwerpunkt ihrer Arbeit waren kleine Frauenfiguren, deren elegante Kleider und Hüte, Frisuren und Körperhaltung im Biedermeier-Stil an das „Alte Wien“ erinnern. Nur selten finden sich Elemente des Jugendstils. Meier-Michel schuf auch einige wenige Medaillen. Ihre wohl einzige Arbeit als Gebrauchsgrafikerin war das Plakat für die erste Ausstellung der VBKÖ.
Werke von Meier-Michel befinden sich unter anderem in den Sammlungen des Museums für angewandte Kunst in Wien (MAK), des Belvedere, des Museums für Kunst und Gewerbe Hamburg und der Medaillensammlung des Archivs der Österreichischen Akademie der Wissenschaften.
Keramik-Figuren (Auswahl)
- Allegorie des Winter (Dame als Schlittschuhläuferin), um 1908, Wiener Keramik, Steingut, hellgrauer Scherben, Figur hohl gegossen, zusammengarniert, weiß engobiert und mit unterschiedlichen Glasuren bunt gestaltet, 23,3 × 29,1 cm, 1309 g, MAK[3]
- Statuette Dame mit Hut, um 1908/1909, bemaltes Porzellan, Höhe 24 cm, geritzte Signatur rückseitig am Sockel: „Johanna Meier Michel“, Belvedere[4]
- Kind mit Löwen, 1910, Ausführung Friedrich Goldscheider
- Statuette der Jahreszeiten (Frühling), um 1910, Ausführung Wiener Kunstkeramische Werkstätte Busch & Ludescher, Steingut, glasiert, Höhe 31,5 cm, Signatur auf der Rückseite unten „MEIER“, Museum für Kunst und Gewerbe Hamburg[5]
- Faun mit Eichkätzchen, 1911, Busch & Ludescher
- Teddys Frühstück, 1912, Friedrich Goldscheider
- Dame mit Hündchen, in hellgelbem Kleid mit schwarz quadratischem Muster, um 1914, Busch & Ludescher
- Soldat, um 1915, Busch & Ludescher, 7,5 cm × 25,5 cm, Signatur auf der Rückseite: „Johanna Meier Michel“, MAK[6]
- Mädchen mit Muff (Allegorie des Winters), um 1920, Busch & Ludescher
- Velasquez, um 1922, Friedrich Goldscheider
- Krinoline Winter, Busch & Ludescher, heller Scherben, mehrfarbig glasiert, Höhe 24,3 cm, Galerie bei der Albertina Zetter[7]

Figürliche Bronze-Plastiken (Auswahl)
- Mädchenakt mit Blumen, Bronzeplastik, 1908/1910
- Nach dem Bade, 1911, Bronzeplastik
- Mädchen im Rosenkleid, 1915/1925, Bronzeplastik
- Allegorie des Frühlings (Bronzestatuette eines schreitenden Mädchens mit kurzem Rock, das auf seinem Kopf einen Topf mit Rosen trägt)

Porträt-Büsten und -Reliefs (Auswahl)
- Porträt-Relief des Denkmals für Anton Amand Paudler in Böhmisch Leipa, 1907 enthüllt[8]
- Porträt-Büste Emil Meier, vor 1924, Wachs
- Franz-Schubert-Relief, Gips, Höhe 16 cm, Signatur rechts seitlich: „J. Meier Michel“, Belvedere (Dauerleihgabe)[9]
- Bronzerelief-Epitaph für Freiherrn von Westerholtz († 1918), Familiengruft an der Katholischen Filialkirche hl. Ulrich, Klagenfurt am Wörthersee, Welzenegg[10]

Sonstiges
- Plakat Secession. Die Kunst der Frau. 1. Ausstellung der Vereinigung bildender Künstlerinnen Österreichs 1910, 1910, Papier, Farblithografie, 66 × 49 cm, signiert unten rechts im Druck im Motiv: „JOHANNA MEIER-MICHEL.“, Drucker Albert Berger, Museum für Kunst und Gewerbe Hamburg[11]
- Verdienst-Medaille der Zoologisch-Botanischen Gesellschaft in Wien für den österreichischen Erzherzog Rainer, 1912

## Ausstellungen (Auswahl)
- 1909, 1915: Österreichischer Künstlerbund
- 1910, 1911, 1913: Österreichisches Kunstgewerbe, Österreichisches Museum für Kunst und Industrie (teilweise mit Emil Meier)
- 1911: Galerie Arnot, Wien
- 1910–1912, 1914, 1917, 1921, 1923, 1925–1927, 1933: Vereinigung bildender Künstlerinnen Österreichs, Wien
- 1914: Werkschau der VBKÖ, Stockholm
- 1919, 1921, 1928, 1932: Wiener Künstlerhaus
- 1924: Bildnis und Selbstbildnis österreichischer Künstler seit 100 Jahren, Künstlerhaus Wien
- 2021: Die Frauen der Wiener Werkstätte, Museum für angewandte Kunst Wien (mit Katalog)[1]